# Liste der Gewässer im Chiemgau
Die Liste der Gewässer im Chiemgau umfasst alle Gewässertypen (insbesondere Seen und Flüsse) innerhalb des Chiemgaus, die über das Wasserwirtschaftsamt der Landkreise Traunstein und Rosenheim für die Gemeinden, die zum Chiemgau gerechnet werden, erfasst sind.
| Name des Gewässers                                              | Typ des Gewässers | Fläche in km² oder Länge in km | Landkreis  | Gemeinde/Stadt                               | Koordinaten                                | Bild                            | Bemerkungen                                                                     |
| --------------------------------------------------------------- | ----------------- | ------------------------------ | ---------- | -------------------------------------------- | ------------------------------------------ | ------------------------------- | ------------------------------------------------------------------------------- |
| Achen                                                           | Fluss             |                                | Rosenheim  | Eggstätt                                     | 47° 55′ 47″ N, 12° 21′ 32″ O               |                                 | Verbindung zwischen Hartsee und Pelhamer See                                    |
| Alz                                                             | Fluss             | 63                             | Traunstein | Seeon-Seebruck bis Tacherting                | 47° 55′ 58″ N, 12° 28′ 48″ O (Quelle)      | weitere Bilder                  | Mündung: Inn bei Marktl                                                         |
| Alzkanal                                                        | Kanal             | 39,8                           | Traunstein | Trostberg-Schwarzau bis Tacherting           | 48° 0′ 56″ N, 12° 32′ 0″ O (Abzweig)       | weitere Bilder                  | Mündung: Salzach bei Haiming-Neuhofen                                           |
| Ameranger See                                                   | See               |                                | Rosenheim  | Amerang                                      | 47° 59′ 19″ N, 12° 16′ 47″ O               | weitere Bilder                  | LSG Halfinger Freimoos                                                          |
| Bäckerbach/Eglseegraben                                         | Fluss             |                                | Traunstein | Seeon-Seebruck                               | 47° 58′ 31″ N, 12° 27′ 32″ O (Quelle)      |                                 | Verbindung vom Klostersee zum Großen Eglharter See (Eglsee)                     |
| Bärbach                                                         | Fluss             |                                | Rosenheim  | Prien am Chiemsee/Aschau im Chiemgau         | 47° 55′ 30″ N, 12° 20′ 51″ O (Quelle)      |                                 | Mündung: Prien                                                                  |
| Bansee                                                          | See               | 0,03                           | Traunstein | Seeon-Seebruck                               | 47° 57′ 53″ N, 12° 26′ 26″ O               | Bansee                          | Seeoner Seen NSG                                                                |
| Bernauer Achen                                                  | Fluss             |                                | Traunstein | Bernau am Chiemsee                           | 47° 47′ 43″ N, 12° 24′ 28″ O               | Bernauer Achen                  | Mündung: Chiemsee                                                               |
| Blassee                                                         | See               | 0,03                           | Rosenheim  | Bad Endorf                                   | 47° 55′ 30″ N, 12° 20′ 51″ O               | Blassee                         | Eggstätt-Hemhofer Seenplatte NSG                                                |
| Brunnensee                                                      | See               | 0,06                           | Traunstein | Obing                                        | 47° 59′ 0″ N, 12° 26′ 12″ O                | weitere Bilder                  | Seeoner Seen NSG                                                                |
| Buchsee                                                         | See               |                                | Rosenheim  | Eggstätt                                     | 47° 57′ 29″ N, 12° 21′ 54″ O               |                                 |                                                                                 |
| Chiemsee                                                        | See               | 79,9                           | Traunstein | Gemeindefreies Gebiet                        | 47° 52′ 15″ N, 12° 27′ 13″ O               | weitere Bilder                  | LSG Schutz des Chiemsees, seiner Inseln und Ufergebiete, teilweise NSG          |
| Egelsee                                                         | See               | 0,03                           | Rosenheim  | Eggstätt                                     | 47° 56′ 11″ N, 12° 22′ 20″ O               |                                 | Eggstätt-Hemhofer Seenplatte NSG                                                |
| Großer Eglharter See (Eglsee)                                   | See               | 0,02                           | Traunstein | Seeon-Seebruck                               | 47° 58′ 35″ N, 12° 28′ 35″ O               |                                 | Seeoner Seen                                                                    |
| Kleiner Eglharter See (Eglsee)                                  | See               | 0,00                           | Traunstein | Seeon-Seebruck                               | 47° 58′ 37″ N, 12° 28′ 30″ O               |                                 | Seeoner Seen                                                                    |
| Einbessee                                                       | See               | 0,06                           | Rosenheim  | Eggstätt                                     | 47° 55′ 9″ N, 12° 21′ 33″ O                | Einbessee                       | Eggstätt-Hemhofer Seenplatte NSG                                                |
| Eschenauer See                                                  | See               | 0,18                           | Traunstein | Pittenhart                                   | 47° 56′ 42″ N, 12° 23′ 53″ O               | Eschenauer See                  | Eggstätt-Hemhofer Seenplatte, Toteissee                                         |
| Falkensee                                                       | See               | 0,01                           | Traunstein | Inzell                                       | 47° 44′ 55″ N, 12° 45′ 58″ O               | weitere Bilder                  | NSG, siehe Falkenseebach                                                        |
| Falkenseebach                                                   | Fluss             | 4,6                            | Traunstein | Inzell                                       | 47° 44′ 30″ N, 12° 45′ 43″ O               | weitere Bilder                  | Mündung: Falkensee                                                              |
| Förchensee                                                      | See               | 0,03                           | Rosenheim  | Bernau am Chiemsee                           | 47° 49′ 39″ N, 12° 23′ 32″ O               | Förchensee (Bernau am Chiemsee) | LSG                                                                             |
| Förchensee                                                      | See               | 0,04                           | Traunstein | Ruhpolding                                   | 47° 42′ 28″ N, 12° 37′ 12″ O               | Förchensee (Ruhpolding)         | NSG                                                                             |
| Frillensee                                                      | See               | 0,04                           | Traunstein | Inzell                                       | 47° 45′ 59″ N, 12° 49′ 0″ O                | weitere Bilder                  |                                                                                 |
| Frillenseebach                                                  | Fluss             | 2,5                            | Traunstein | Inzell                                       | 47° 46′ 29″ N, 12° 47′ 49″ O               |                                 | Mündung: Großwaldbach                                                           |
| Froschsee                                                       | See               | 0,05                           | Traunstein | Ruhpolding                                   | 47° 45′ 26″ N, 12° 42′ 40″ O               |                                 |                                                                                 |
| Fuchsluger Bach                                                 | Fluss             |                                | Rosenheim  | Aschau im Chiemgau                           | 47° 45′ 18″ N, 12° 21′ 23″ O               | Fuchsluger Bach                 | Mündung: Prien                                                                  |
| Griessee                                                        | See               | 0,09                           | Traunstein | Obing                                        | 47° 59′ 11″ N, 12° 26′ 37″ O               | Griessee                        | Seeoner Seen NSG                                                                |
| Großache (deutscher Unterlauf: Tiroler Achen)                   | Fluss             | 79                             | Traunstein | Grabenstätt                                  | 47° 51′ 51″ N, 12° 29′ 59″ O               | weitere Bilder                  | Mündung: Chiemsee                                                               |
| Großwaldbach                                                    | Fluss             | 7,2                            | Traunstein | Inzell                                       | 47° 45′ 51″ N, 12° 45′ 9″ O                | weitere Bilder                  | Mündung: Rote Traun                                                             |
| Grundloser See                                                  | See               | 0,00                           | Rosenheim  | Gstadt am Chiemsee                           | 47° 54′ 54″ N, 12° 25′ 5″ O                | Grundloser See                  |                                                                                 |
| Hartsee                                                         | See               | 0,87                           | Rosenheim  | Eggstätt                                     | 47° 55′ 37″ N, 12° 22′ 2″ O                |                                 | Eggstätt-Hemhofer Seenplatte NSG                                                |
| Hofsee                                                          | See               | 0,05                           | Rosenheim  | Eggstätt                                     | 47° 55′ 34″ N, 12° 23′ 14″ O               | Hofsee (rechts)                 | Eggstätt-Hemhofer Seenplatte NSG                                                |
| Hofstätter See                                                  | See               | 0,58                           | Rosenheim  | Vogtareuth                                   | 47° 54′ 6″ N, 12° 10′ 31″ O                | weitere Bilder                  | LSG Inschutznahme des Hofstätter- und Rinssees                                  |
| Ischler Achen                                                   | Fluss             | 17,7                           | Traunstein | Eggstätt/Seeon-Seebruck                      | 47° 57′ 50″ N, 12° 29′ 0″ O                | Ischler Achen                   | Mündung: Alz                                                                    |
| Jägersee                                                        | See               | 0,02                           | Traunstein | Seeon-Seebruck                               | 47° 58′ 24″ N, 12° 26′ 13″ O               | Mittersee                       | Seeoner Seen NSG                                                                |
| Katzensee                                                       | See               | 0,01                           | Rosenheim  | Eggstätt                                     | 47° 55′ 35″ N, 12° 23′ 7″ O                | Katzensee (links)               | Eggstätt-Hemhofer Seenplatte NSG, mit dem Hofsee verbunden                      |
| Kautsee                                                         | See               | 0,16                           | Rosenheim  | Bad Endorf                                   | 47° 55′ 23″ N, 12° 21′ 18″ O               | Kautsee                         | Eggstätt-Hemhofer Seenplatte NSG                                                |
| Kendlmühlfilzen                                                 | Hochmoorgebiet    |                                | Traunstein | Rottau, Grassau, Übersee                     | 47° 48′ 0″ N, 12° 26′ 0″ O                 | weitere Bilder                  |                                                                                 |
| Kesselsee                                                       | See               | 0,08                           | Rosenheim  | Bad Endorf                                   | 47° 54′ 58″ N, 12° 21′ 1″ O                | Kesselsee                       | Eggstätt-Hemhofer Seenplatte NSG                                                |
| Klimmbach                                                       | Fluss             |                                | Rosenheim  | Bad Endorf                                   | 47° 54′ 13″ N, 12° 20′ 28″ O               |                                 | Verbindung zwischen Thaler und Langbürgener See                                 |
| Klostersee                                                      | See               | 0,47                           | Traunstein | Seeon-Seebruck                               | 47° 58′ 26″ N, 12° 26′ 52″ O               | Klostersee                      | Seeoner Seen NSG                                                                |
| Kratzsee                                                        | See               | 0,03                           | Traunstein | Schnaitsee                                   | 48° 3′ 23″ N, 12° 21′ 50″ O                |                                 | LSG Moorseen bei Schnaitsee                                                     |
| Krottensee                                                      | See               | 0,012                          | Traunstein | Inzell                                       | 47° 45′ 18″ N, 12° 45′ 48″ O               | weitere Bilder                  | Naturschutzgebiet Östliche Chiemgauer Alpen                                     |
| Langbürgner See                                                 | See               | 1,04                           | Rosenheim  | Bad Endorf                                   | 47° 54′ 3″ N, 12° 21′ 0″ O                 | weitere Bilder                  | Eggstätt-Hemhofer Seenplatte NSG                                                |
| Laubensee                                                       | See               | 0,04                           | Traunstein | Pittenhart                                   | 47° 56′ 47″ N, 12° 23′ 1″ O                | Laubensee                       | Eggstätt-Hemhofer Seenplatte                                                    |
| Liensee                                                         | See               | 0,02                           | Rosenheim  | Eggstätt                                     | 47° 56′ 4″ N, 12° 23′ 17″ O                | Liensee                         | Eggstätt-Hemhofer Seenplatte                                                    |
| Lienseeachen                                                    | Fluss             |                                | Rosenheim  | Eggstätt                                     | 47° 56′ 4″ N, 12° 23′ 17″ O                |                                 | Verbindung zwischen Hofsee durch Liensee zum Eschenauer See                     |
| Litzelsee                                                       | See, verlandet    | --                             | Rosenheim  | Prutting                                     | 47° 52′ 46″ N, 12° 12′ 25″ O               |                                 | LSG Inschutznahme des Litzelsees und seiner Umgebung                            |
| Lödensee                                                        | See               | 0,1                            | Traunstein | Ruhpolding                                   | 47° 41′ 38″ N, 12° 35′ 38″ O               | Weitere Bilder                  | Dreiseengebiet                                                                  |
| Luginger See                                                    | See               | 0,05                           | Traunstein | Chieming                                     | 47° 56′ 26″ N, 12° 30′ 22″ O               |                                 |                                                                                 |
| Mittersee                                                       | See               | 0,14                           | Traunstein | Ruhpolding, Reit im Winkl                    | 47° 41′ 26″ N, 12° 35′ 12″ O               | Weitere Bilder                  | Dreiseengebiet                                                                  |
| Mittersee (Esterpointersee)                                     | See               | 0,01                           | Traunstein | Seeon-Seebruck                               | 47° 58′ 26″ N, 12° 26′ 1″ O                | Mittersee                       | Seeoner Seen NSG                                                                |
| Mörnbach                                                        | Fluss             | 43,7                           | Traunstein | Peterskirchen                                | 48° 5′ 42″ N, 12° 27′ 51″ O                |                                 | Mündung: Inn                                                                    |
| Murn (zuerst: Murnbach)                                         | Fluss             | 38,7                           | Rosenheim  | Amerang u. a.                                | 48° 2′ 42″ N, 12° 19′ 43″ O                |                                 | Mündung: Inn                                                                    |
| Obinger See                                                     | See               | 0,31                           | Traunstein | Obing                                        | 48° 0′ 11″ N, 12° 25′ 0″ O                 | Obinger See                     |                                                                                 |
| Pelhamer See                                                    | See               | 0,71                           | Rosenheim  | Bad Endorf                                   | 47° 56′ 1″ N, 12° 21′ 1″ O                 |                                 | Eggstätt-Hemhofer Seenplatte NSG                                                |
| Pfeffersee                                                      | See               | 0,02                           | Traunstein | Chieming                                     | 47° 53′ 19″ N, 12° 32′ 7″ O                | weitere Bilder                  | LSG                                                                             |
| Prien                                                           | Fluss             | 32                             | Rosenheim  | Rimsting                                     | 47° 52′ 32″ N, 12° 21′ 32″ O               | weitere Bilder                  | Mündung: Chiemsee                                                               |
| Reifinger See                                                   | See               | 0,02                           | Traunstein | Grassau                                      | 47° 46′ 26″ N, 12° 27′ 39″ O               | weitere Bilder                  |                                                                                 |
| Rinssee                                                         | See               | 0,4                            | Rosenheim  | Vogtareuth, Söchtenau                        | 47° 54′ 46″ N, 12° 12′ 10″ O               | Rinssee                         | LSG Inschutznahme des Hofstätter- und Rinssees                                  |
| Rottauer Bach                                                   | Fluss             | 5,3                            | Traunstein | Rottau                                       | 47° 47′ 43″ N, 12° 24′ 28″ O               | Rottauer Bach                   | Mündung: Bernauer Ache                                                          |
| Schloßsee                                                       | See               | 0,27                           | Rosenheim  | Bad Endorf                                   | 47° 54′ 50″ N, 12° 20′ 43″ O               | weitere Bilder                  | Eggstätt-Hemhofer Seenplatte NSG                                                |
| Schwarzlofer                                                    | Fluss             | 16,5                           | Traunstein | Reit im Winkl/Kössen                         | 47° 39′ 52″ N, 12° 34′ 13″ O               |                                 | Mündung: Großache                                                               |
| Seeleitensee                                                    | See               | 0,08                           | Traunstein | Seeon-Seebruck                               | 47° 58′ 31″ N, 12° 25′ 49″ O               | Mittersee                       | Seeoner Seen NSG                                                                |
| Siferlinger See                                                 | See               | 0,06                           | Rosenheim  | Söchtenau                                    | 47° 54′ 41″ N, 12° 13′ 20″ O               | weitere Bilder                  |                                                                                 |
| Sims                                                            | Fluss             | 7,8                            | Rosenheim  | Riedering/Stephanskirchen                    | 47° 51′ 4″ N, 12° 9′ 1″ O                  | weitere Bilder                  | Mündung: Rohrdorfer Achen                                                       |
| Simssee                                                         | See               | 6,49                           | Rosenheim  | Bad Endorf, Stephanskirchen                  | 47° 52′ 35″ N, 12° 14′ 33″ O               | weitere Bilder                  | LSG Schutz des Simssees und seiner Umgebung, teilweise NSG Südufer des Simssees |
| Söchtenauer Achen                                               | Fluss             |                                | Rosenheim  | Söchtenau                                    | 47° 56′ 18″ N, 12° 15′ 56″ O (Quellgebiet) | weitere Bilder                  | Mündung: Murn                                                                   |
| Stettner See                                                    | See               | 0,04                           | Rosenheim  | Rimsting                                     | 47° 53′ 37″ N, 12° 21′ 24″ O               | Stettner See                    | Eggstätt-Hemhofer Seenplatte NSG                                                |
| Taubensee                                                       | See               | 0,04                           | Traunstein | Obing                                        | 47° 59′ 26″ N, 12° 23′ 17″ O               |                                 |                                                                                 |
| Taubensee                                                       | See               | 0,04                           | Traunstein | Unterwössen/Kössen                           | 47° 41′ 47″ N, 12° 25′ 36″ O               | Taubensee                       |                                                                                 |
| Thaler See                                                      | See               | 0,04                           | Rosenheim  | Bad Endorf                                   | 47° 54′ 20″ N, 12° 20′ 9″ O                | Thaler See                      | Eggstätt-Hemhofer Seenplatte NSG                                                |
| Thauernhausener See                                             | See               | 0,05                           | Traunstein | Chieming                                     | 47° 56′ 17″ N, 12° 30′ 22″ O               |                                 |                                                                                 |
| Tinninger See                                                   | See               | 0,26                           | Rosenheim  | Riedering                                    | 47° 49′ 28″ N, 12° 12′ 20″ O               | weitere Bilder                  |                                                                                 |
| Rote Traun                                                      | Fluss             | 9,7                            | Traunstein | Siegsdorf                                    | 47° 49′ 58″ N, 12° 38′ 46″ O               | weitere Bilder                  | Mündung: Traun                                                                  |
| Weiße Traun                                                     | Fluss             | 13,3                           | Traunstein | Ruhpolding/Siegsdorf                         | 47° 49′ 58″ N, 12° 38′ 46″ O               | weitere Bilder                  |                                                                                 |
| Traun                                                           | Fluss             | 28,9                           | Traunstein | Traunstein, Traunreut, Altenmarkt an der Alz | 48° 0′ 31″ N, 12° 32′ 11″ O                | weitere Bilder                  | Mündung: Traun                                                                  |
| Tüttensee                                                       | See               | 0,11                           | Traunstein | Grabenstätt                                  | 47° 50′ 48″ N, 12° 34′ 6″ O                | weitere Bilder                  | LSG                                                                             |
| Weißache, in Teilabschnitten auch Sossauer Kanal und Rothgraben | Fluss             |                                | Traunstein | Grabenstätt/Übersee                          | 47° 51′ 34″ N, 12° 30′ 51″ O               |                                 | Mündung: Chiemsee                                                               |
| Weitsee                                                         | See               | 0,64                           | Traunstein | Reit im Winkl                                | 47° 41′ 2″ N, 12° 33′ 55″ O                | weitere Bilder                  | Dreiseengebiet NSG                                                              |
| Weitsee                                                         | See               | 0,054                          | Traunstein | Schnaitsee                                   | 48° 3′ 38″ N, 12° 22′ 10″ O                |                                 | LSG Moorseen bei Schnaitsee                                                     |
| Wölkhamer See                                                   | See               |                                | Rosenheim  | Halfing                                      | 47° 58′ 2″ N, 12° 15′ 55″ O                |                                 | Naturdenkmal                                                                    |
| Wössener See                                                    | See               | 0,04                           | Traunstein | Unterwössen                                  | 47° 43′ 35″ N, 12° 28′ 17″ O               | weitere Bilder                  | Stausee                                                                         |
| Zillhamer Achen                                                 | Fluss             |                                | Rosenheim  | Amerang                                      | 47° 58′ 32″ N, 12° 14′ 36″ O               |                                 | Mündung: Murn                                                                   |
| Zillhamer See                                                   | See               |                                | Rosenheim  | Amerang                                      | 47° 58′ 57″ N, 12° 16′ 33″ O               | weitere Bilder                  | LSG Halfinger Freimoos                                                          |
| Zwingsee                                                        | See               | 0,03                           | Traunstein | Inzell                                       | 47° 45′ 1″ N, 12° 45′ 3″ O                 | weitere Bilder                  |                                                                                 |